# Dones en la filosofia
El paper de les dones en la filosofia ha estat important al llarg de tota la història de la filosofia, però el seu pensament ha estat a voltes silenciat, o bé s'ha transmès de manera fragmentària com a conseqüència dels condicionaments socials i culturals que han relegat les dones a un segon pla respecte als homes. A aquesta falta de reconeixement han contribuït també les actituds clarament misògines d'alguns filòsofs, que atribuïen a l'home un caràcter racional i a la dona un potencial més emotiu i intuïtiu. D'aquesta opinió van ser Plató, Aristòtil, Pau de Tars, Tomàs d'Aquino, Rousseau, Hegel, Schopenhauer o Nietzsche, com ho mostren els seus escrits.

## Antiguitat

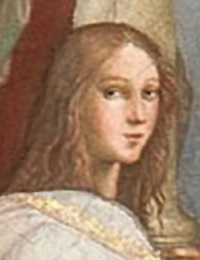
Hipàcia segons Rafael

Les primeres filòsofes de les quals es té notícia van estar vinculades a l'escola Pitagòrica (segle vi aC), com Teano, Aesara i Timica. Les seves idees, no obstant això, van ser atribuïdes al seu fundador, Pitàgores. Poc després apareixen algunes dones relacionades indirectament amb la filosofia, com Aspàsia de Milet, protectora de Protàgores i promotora del pensament i la cultura en l'Atenes de Pèricles. Aspàsia va impulsà un moviment d'emancipació femenina amb la seva actitud.
També va haver-hi filòsofes en les escoles epicúria i estoica, tant a Grècia com a Roma. Diotima de Mantinea, filòsofa i sacerdotessa grega va ensenyar filosofia a Sòcrates. En l'escola cínica destaca Hipàrquia de Tràcia (segle IV aC). Cap al final del període hel·lenístic despunta Hipàcia d'Alexandria, la dona científica i filòsofa més important de l'antiguitat. Va estudiar les obres de Plató i Aristòtil, però es va dedicar sobretot a l'astronomia i la matemàtica.

## Edat mitjana
Durant aquest període, les dones estaven de fet excloses del món de la cultura i marginades de la vida social. En aquesta època les dones laiques no comptaven, en general, amb la suficient instrucció. Per contra, sí que va haver-hi dones cultes en els convents i monestirs: bibliotecàries, escrivanes i ensenyants, que van escriure obres sobre les seves experiències místiques, així com alguns tractats científics. En aquesta línia destaca Hildegarda de Bingen (1098-1179), que va deixar escrits d'astronomia, botànica i medicina, així com llibres profètics basats en les seves visions.
Cal citar també Herrada de Landsberg (c. 1130-1195), autora de l'enciclopèdia Hortus deliciarum ('El jardí de les delícies').

## Renaixement
Durant el Renaixement, la filosofia va continuar en mans masculines, encara que alguns pensadors ja reconeixien la influència de les dones en el terreny de la cultura. En aquest sentit, es van elaborar elencs de dones cèlebres, amb la finalitat de completar la trajectòria del pensament humà des de l'antiguitat. Progressivament es van anar afeblint les condicions que impedien l'accés de les dones a la cultura i va augmentar el nombre de dones que escrivien poesia i s'interessaven per la ciència, la política i la música, fonamentalment entre la classe noble. Així, per exemple, Galileu va mantenir correspondència amb la duquessa de Toscana, Cristina de Lorena, a propòsit dels seus descobriments en astronomia i la defensa de les tesis copernicanes.
En l'àmbit religiós i, concretament, entre els reformadors catòlics, destaca Teresa de Jesús (1515-1582), fundadora de monestirs i escriptora. La seva aguda percepció del dolor existencial humà es plasma en obres com Las moradas (1577), en què proposa un camí interior de redempció que condueix a la beatitud. L'obra de Teresa de Jesús va exercir una enorme influència sobre la teologia de la seva època i posteriors, en particular sobre la teologia mística, en subratllar l'aspecte psicològic i emotiu de l'experiència religiosa.

## Barroc
- Madame de Sévigné (1626-1696)
- Isabel de Bohèmia (1618-1680)
- Lady Conway (1631-1679)
- Sor Juana Inés de la Cruz (1648-1695)

## Il·lustració
- Catharine Trotter (1679-1749)
- Madame de Châtelet (1706-1749)
- Olympe de Gouges (1749-1793). Autora de Déclaration des droits des femmes (1879)[4] denunciant la falta de llibertats i reivindicant-ne els drets.

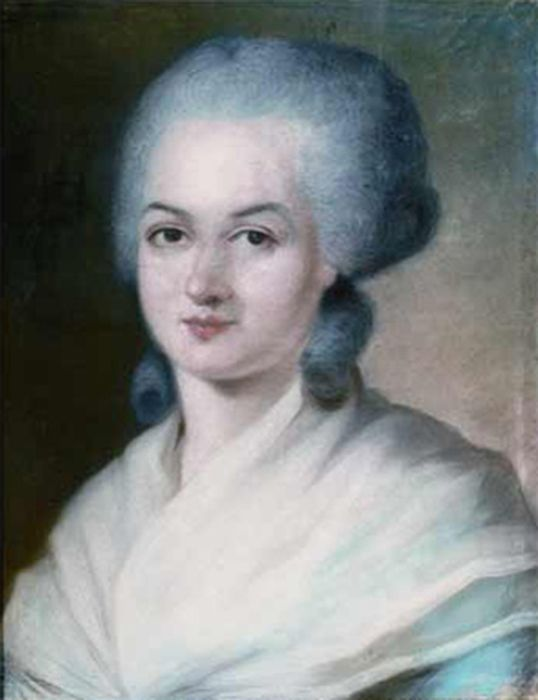
Olympe de Gouges

- Mary Wollstonecraft (1759-1797)
- Olympe de GougesMadame de Staël (1766-1817)

## Les dones i els moviments socials del XIX
- Flora Tristán (1803-1844). Seguidora de Saint Simon i representant del socialisme inicial. Patrocinadora de l'a unió dels obrers.[5]
- Eleanor Marx (1855-1898).

## Segle XX
La filosofia és un dels camps acadèmics on hi ha més desproporció de gènere, segons dades de les principals universitats nord-americanes. Aquesta desigualtat afecta especialment la manca de professores de filosofia.
- Rosa Luxemburg (1871-1919)
- Maria Montessori (1870-1952)
- Hedwig Conrad-Martius (1888-1966)
- Edith Stein (1891-1942)
- María Zambrano (1904-1991)
- Ayn Rand (1905-1982)
- Hannah Arendt (1906-1975)
- Simone de Beauvoir (1908-1986)
- Simone Weil (1909-1943)
- Jeanne Hersch (1910-2000)
- Iris Murdoch (1919-1999)
- Elizabeth Anscombe (1919-2001)
- Mary Midgley (1919)
- Sandra Harding (1935)
- İoanna Kuçuradi (1936)
- Gayatri Spivak (1942)
- Sylviane Agacinski (1945)
- Chantal Delsol (1947)
- Şeyla Benhabib (1950)
- Judith Butler (1956)